# Hvítserkur

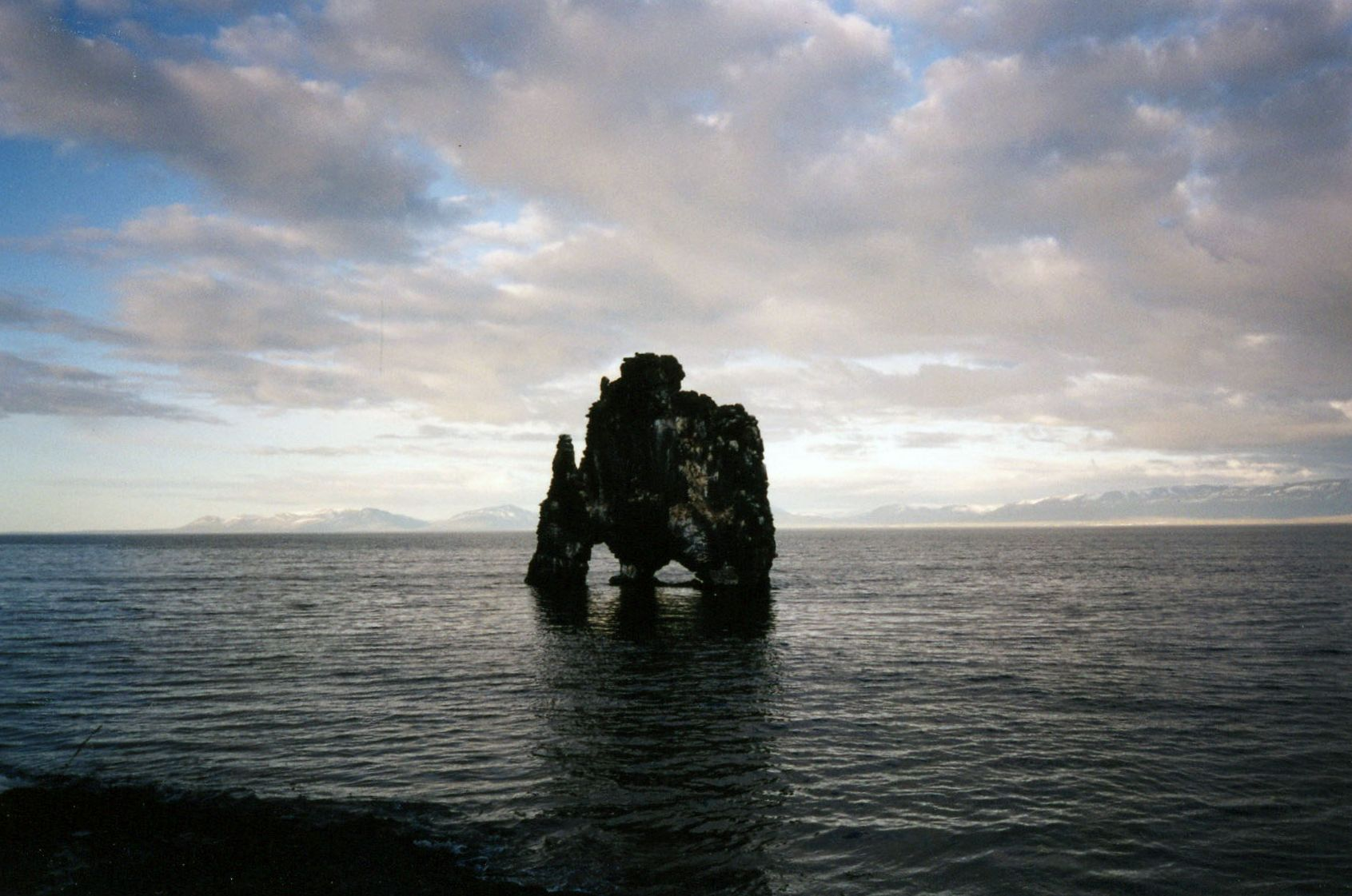
Hvítserkur

Hvítserkur is een rots in zee bij de noordpunt van het schiereiland Vatnsnes in de regio Norðurland vestra in het noordwesten van IJsland. De rots heeft wel wat weg van een drinkende draak.
Hvítserkur is ongeveer 15 meter hoog. De basis is met beton verstevigd, omdat de golfslag van de Atlantische Oceaan de rots anders allang zou hebben doen instorten. De naam betekent "wit hemd", vanwege de vele vogeluitwerpselen op de rots, onder andere van Noordse stormvogels. Volgens de overlevering zou Hvítserkur een trol zijn, die het Þingeyrar-klooster met stenen bekogelde en niet merkte dat de zon opkwam, waarna hij versteende.
In 1990 wijdde de IJslandse post een postzegel aan Hvítserkur. De zegel heeft een waarde van 25 IJslandse kronen en werd ontworpen door Þröstur Magnússon. Hvitserkur staat in de Húnafjörður (een deel van de grote baai Húnaflói) en is te bereiken via de Vatnsnesvegur (Vatnsnesweg) met wegnummer 711, die aansluit op de grote ringweg om het eiland, de Hringvegur.